# Nati nel 1306
| Questa pagina contiene informazioni ricavate automaticamente dalle voci biografiche con l'ausilio del template Bio e di un bot. L'aggiornamento è periodico e automatico e ricostruisce completamente la pagina. Se manca una persona in questa lista, sei pregato di non aggiungerla, ma accertati piuttosto che la sua voce biografica contenga il template Bio e che i dati anagrafici siano correttamente compilati. Se il template Bio manca, inseriscilo tu stesso o, in alternativa, metti l'avviso {{tmp\|Bio}} che ne segnala la mancanza. Se i dati riportati sono sbagliati, correggi direttamente la voce biografica; le modifiche saranno visibili in questa lista entro pochi giorni. Per chiarimenti vedi il progetto biografie. La lista contiene solo le 9 persone che sono citate nell'enciclopedia e per le quali è stato implementato correttamente il template Bio. Pagina aggiornata al 10 giu 2025. |

- 27 marzo - Filippo III di Navarra, re († 1343)
- 30 aprile - Andrea Dandolo, politico e diplomatico italiano († 1354)
- 8 agosto - Rodolfo II del Palatinato, conte tedesco († 1353)
- Alberto II della Scala, condottiero italiano († 1352)
- Richard FitzAlan, X conte di Arundel, nobile e militare inglese († 1376)
- Giovanni I d'Armagnac, nobile francese († 1373)
- Manfredi di Trinacria, duca († 1317)
- Süleyman Pasha, principe ottomano († 1357)
- Bernard de la Tour d'Auvergne, cardinale francese († 1361)